# Get Hard
Get Hard (Dale duro en España; 30 días para ir a la cárcel en Hispanoamérica) es una película dirigida por Etan Cohen y escrita por Jay Martel e Ian Roberts. La película es protagonizada por Will Ferrell, Kevin Hart, Alison Brie, Edwina Findley y Craig T. Nelson. La película se estrenó el 27 de marzo de 2015.

## Sinopsis
El hombre de negocios James King (Will Ferrell) se despierta en su mansión, mientras otro hombre, Darnell lewis (Kevin Hart) se despierta en la suya. Se aprecian sus dos rutinas por dos lados, mientras James va a la empresa de su suegro a hacer dinero, Darnell lleva a su hija al colegio y habla con su banco para tratar de comprar una casa. El suegro de James, el jefe de la empresa le da una lección sobre la importancia de trabajar duro y le da la bendición para casarse con su hija. Luego, durante la fiesta en la que anuncia su boda con la hija (Alison Brie) del presidente de la empresa, mientras toca una canción con la guitarra eléctrica que le regalaron, James es detenido por fraude fiscal, aunque el es inocente y trata de decirlo, pero nadie le cree. Después del juicio, es condenado a 10 años de prisión, mientras todos a los que supuestamente estafó le dicen de todo. En una ocasión, mientras va a recoger su coche del lavadero se topa con Darnell, que es el hombre que le lava el coche. Usando la estadística, James deduce que Darnell es un exconvicto y le promete darle dinero si le ayuda a sobrevivir en prisión. 
Darnell al principio se niega, pues él nunca ha ido a prisión. James le ofrece dinero y Darnell pone la cifra de 30.000 dólares, que es lo que le falta para comprar la nueva casa. James acepta y Darnell también. Darnell, al no tener ni idea de la cárcel, llama a un primo suyo que si ha estado allí, para que le diga cómo es. Al día siguiente, Darnell empieza el entrenamiento de James, transformado su casa en un prisión. A medida que avanzan, James va mejorando sus habilidades y se hace miembro de una banda dirigida por el primo de Darnell, donde se enamora de una de sus miembros.

## Elenco
- Will Ferrell como James King.[2]
- Kevin Hart como Darnell Lewis.[2]
- Alison Brie[3]
- Edwina Findley como Rita Lewis, esposa de Darnell.[4]
- Craig T. Nelson[5]
- T.I.[6]
- Dan Bakkedahl[7]
- Gary Owen
- Jay Pharoah

## Producción
El 7 de diciembre de 2012, se anunció que Warner Bros. estaba en conversaciones para adquirir la película Get Hard, guion escrito por Ian Roberts y Jay Martel, mientras que Adam McKay y Will Ferrell serían los productores de la película. El 17 de septiembre de 2013, Ethan Cohen fue contratado para dirigir la película. El 24 de febrero de 2014, Warner Bros. fijó fecha para su estreno: el 27 de marzo de 2015. Tim Suhrstedt es el director de fotografía.

### Elección del elenco
El 7 de diciembre de 2012, Will Ferrell y Kevin Hart fueron contratados para protagonizar la película. El 26 de febrero de 2014, se informó que Craig T. Nelson se había unido al elenco para tocar Martin Barrow, el fundador de Barrow Funds y también el padre del personaje de la prometida de Ferrell. El 17 de marzo de 2014, Alison Brie firmó para estar en la película, para interpretar a la prometida del personaje de Ferrell. El 21 de marzo de 2014, Edwina Findley se unió al elenco para interpretar a Rita Hudson, la esposa del personaje de Hart. El 24 de marzo de 2014, Dan Bakkedahl se unió al elenco para interpretar a RIc. El 25 de marzo del 2014, T.I se unió al elenco.

### Filmación
El rodaje principal comenzó el 17 de marzo de 2014 en Nueva Orleans, Luisiana. La mayor parte del rodaje terminó el 14 de mayo de 2014.

### Música
El 30 de octubre de 2014, Christophe Beck fue contratado para componer la banda sonora de la película.